# کارور ۷۰۴۲
سیارک ۷۰۴۲ (به انگلیسی: 7042 Carver، نامگذاری:1933FE1) هفت هزار و چهل و دومین سیارک کشف شده‌است که در ۲۴ مارس ۱۹۳۳ و در هایدلبرگ کشف شد.
قدر مطلق سیارک برابر ۱۴٫۰۰ است.